# São Pedro (Figueira da Foz)
Pour les articles homonymes, voir São Pedro.
São Pedro est une paroisse civile portugaise (en portugais : freguesia) de la municipalité de Figueira da Foz dans le district et la région de Coimbra.

## Géographie
São Pedro se trouve à l'embouchure du fleuve Mondego, sur sa rive sud, face au centre historique de Figueira da Foz.
Elle est composée de Cova (à l'ouest sur l'Atlantique), de Gala (à l'est sur un bras du Mondego), de Cabedelo (au nord-ouest à l'embouchure du fleuve) et d'une partie de l'île de Morraceira (au nord-est).

## Histoire
Le village de Cova est fondé au XVIIIe siècle par des pêcheurs d'Ílhavo, au creux (en portugais : cava) d'une dune sur l'océan Atlantique. Cova se développe dans la première moitié du XIXe siècle grâce à la pêche.
Le village de Gala est fondé plus tard par des habitants de Cova, sur un bras du Mondego. Gala se développe grâce à la création de ponts sur le Mondego et à l'arrivée des chantiers navals de Murraceira du début du XXe siècle.
À mesure de leur développement, les deux villages ne forment plus qu'une seule agglomération. En 1985, la paroisse de São Pedro est créée à partir d'une partie du territoire de Lavos et de São Julião. Le nom de São Pedro permet d'éviter toute rivalité entre Cova et Gala.
En 2009, São Pedro est élevée au rang de ville (vila).

## Démographie
Lors du recensement de 2021, São Pedro compte 2 588 habitants.